# إنسبور
إنسبور، هي مؤسسة لتكنولوجيا المعلومات تنشط في البر الصين الرئيسي ويرتكز نشاطها على مجالات الحوسبة السحابية، البيانات الضخمة، الخوادم، التخزين، الذكاء الاصطناعي، تخطيط موارد المؤسسات.